# Тутуш II
Тутуш II (*д/н — 1104) — володар Дамаску в 1104 році.

## Життєпис
Походив з династії Сельджукидів. Син Дукака, що носив титул маліка або султана (втім частіше звався еміром) Дамаску. Через малий вік фактично керував його атабек Захир ад-Дін Тугтегін. 3 місяці потому атабек повалив Тутуша II, поставивши замість нього сина Тутуша I — Бактака. Але з останнім увійшов конфлікт. Тому вже місяць потому Тугтегін відновив у владі Тутуша II, але той невдовзі помер. Слідом за цим Тугтегін визнав зверхність Радвана, султана Алеппо, але зберіг фактичну владу над еміратом Дамаску, заснувавши династію Бурідів.